# Кори, Ирвин
Ирвин Кори (англ. Irwin Corey; 29 июля 1914, Нью-Йорк, США — 6 февраля 2017) — американский комик, киноактер и общественный деятель. Также известен под псевдонимом Professor.

## Биография
Кори родился в Нью-Йорке 29 июля 1914 года. После того как отец бросил их, мать была вынуждена поместить его вместе с его пятью братьями и сёстрами в сиротский приют, в котором он оставался до своей ранней юности. Затем уехал в крытом вагоне в Калифорнию, и поступил в школу «Belmont High School» в Лос-Анджелесе. Во время Великой депрессии он работал в Гражданском корпусе охраны окружающей среды, вернулся назад на Восток, став чемпионом по любительскому боксу в полулёгком весе в соревновании Золотые перчатки, там же в 1938 году начал карьеру, получив работу сценариста и исполнителя в музыкальной комедии «Pins and Needles».
В течение 70 лет Кори был женат на Фрэнсис Берман Кори, которая умерла в мае 2011 года.

## Политические взгляды
Кори придерживался левых взглядов. «Когда я попытался вступить в коммунистическую партию, они назвали меня анархистом», — говорил он. Он выступал в поддержку кубинских детей, Мумия Абу-Джамала и американской компартии. В 1950-е годы был внесён в чёрные списки, в которых, как он говорил, так и остался.

## Фильмография
| Год       |    | Русское название                        | Оригинальное название                             | Роль                |
| --------- | -- | --------------------------------------- | ------------------------------------------------- | ------------------- |
| 1958      | с  | Сборник                                 | Omnibus                                           | Грязный Джо         |
| 1959      | с  | Шоу Фила Сильверса                      | The Phil Silvers Show                             | Честер Хилтон       |
| 1965      | с  | Джеки Глисон: Журнал американской сцены | Jackie Gleason: American Scene Magazine           | разные персонажи    |
| 1969      | ф  | Как вступить в брак                     | How to Commit Marriage                            | баба Зиба           |
| 1975      | ф  | —                                       | Foreplay                                          | в роли самого себя  |
| 1975—1976 | с  | —                                       | Doc                                               | Хэппи Миллер        |
| 1976      | ф  | Автомойка                               | Car Wash                                          | сумасшедший бомбист |
| 1977      | ф  | Воришки                                 | Thieves                                           | Джо Камински        |
| 1978      | ф  | Сказки                                  | Fairy Tales                                       | доктор Айз          |
| 1981      | с  | На пороге ночи                          | The Edge of Night                                 | бродяга             |
| 1982      | ф  | Обратная тропа                          | The Comeback Trail                                | в роли самого себя  |
| 1982      | ф  | Развод или… все наоборот                | Stuck on You!                                     | судья Гэбриел       |
| 1984      | ф  | Взломщики                               | Crackers                                          | Лаззарелли          |
| 1986      | ф  | —                                       | The Perils of P.K.                                | н/д                 |
| 1989      | ф  | Это адекватно                           | That’s Adequate                                   | Д. У. Годилла       |
| 1989      | с  | —                                       | The Smothers Brothers Comedy Hour                 | в роли самого себя  |
| 1993      | тф | —                                       | Basic Values: Sex, Shock & Censorship in the 90’s | Сэмми Файн          |
| 1996      | ф  | Джек                                    | Jack                                              | Поппи               |
| 1996      | ф  | Я не Раппопорт                          | I’m Not Rappaport                                 | Сол                 |
| 2000      | ф  | Дети за партой                          | The Boys Behind the Desk                          | н/д                 |
| 2001      | ф  | Проклятие нефритового скорпиона         | The Curse of the Jade Scorpion                    | Чарли               |